# 玉川村 (茨城県行方郡)
玉川村（たまがわむら）は茨城県行方郡にかつて存在した村である。

## 地理
- 現在の行方市の西部、旧玉造町の南部に位置する。
- 村は霞ヶ浦の東岸に位置する。
- 村域は台地と平地が入り組む谷戸が多い地形になっている。

## 歴史

### 村域の変遷
- 1889年（明治22年）4月1日 - 町村制施行により、井上村・出沼村・藤井村・荒宿村が合併し行方郡玉川村が発足。
- 1955年（昭和30年）1月1日 - 玉造町・立花村・手賀村・現原村と合併し、改めて玉造町が発足。同日玉川村廃止。

変遷表
| 1868年 以前 | 1868年 以前 | 明治22年 4月1日 | 昭和30年 1月1日 | 平成17年 9月2日 | 現在   |
| ----------- | ----------- | --------------- | --------------- | --------------- | ------ |
|             | 井上村      | 玉川村          | 玉造町          | 行方市          | 行方市 |
|             | 井沼村      | 玉川村          | 玉造町          | 行方市          | 行方市 |
|             | 藤井村      | 玉川村          | 玉造町          | 行方市          | 行方市 |
|             | 荒宿村      | 玉川村          | 玉造町          | 行方市          | 行方市 |

## 人口・世帯

### 人口
総数 [単位： 人]
| 1891年（明治24年） | 1,692 |
| 1920年（大正 9年） | 2,444 |
| 1927年（昭和 2年） | 2,282 |
| 1935年（昭和10年） | 2,581 |
| 1950年（昭和25年） | 3,045 |
| 1955年（昭和30年） | 3,009 |

### 世帯
総数 [単位： 世帯]
| 1920年（大正 9年） | 443 |
| 1935年（昭和 2年） | 357 |
| 1935年（昭和10年） | 441 |
| 1950年（昭和25年） | 493 |